# CLdN
CLdN, voorheen Cobelfret, is een Luxemburgs logistiek bedrijf. De onderneming houdt zich vooral bezig met zeevervoer (bulkvervoer en het zeevervoer dat in de Europese ruimte wordt aangeduid met de term "short sea shipping"). Bovendien baat Cobelfret terminals uit en biedt het transportoplossingen aan in Europa.
Cobelfret heeft momenteel ongeveer 1680 mensen in dienst met een jaarlijkse omzet van ongeveer een miljard euro.

## Historiek
Cobelfret werd naar eigen zeggen in 1928 opgericht door de Luxemburgse familie Cigrang, die het bedrijf nog steeds leidt. De naam staat voor Compagnie Belge d'Affrètements (Belgische chartermaatschappij).
In het boek Spionnen aan de achterdeur stelt geschiedkundige Etienne Verhoeyen dat de oprichting gebeurde in aanloop naar de Tweede Wereldoorlog, en dat het bedrijf betrokken was bij spionage- en smokkelactiviteiten voor de nazi's.